# Pensacola (Flórida)
Pensacola é uma cidade localizada no estado americano da Flórida, no condado de Escambia, do qual é sede. Foi incorporada em 1822.

## Geografia
De acordo com o United States Census Bureau, a cidade tem uma área de 105,4 km², onde 58,4 km² estão cobertos por terra e 47 km² por água.

### Localidades na vizinhança
O diagrama seguinte representa as localidades num raio de 16 km ao redor de Pensacola.

## Demografia
Segundo o censo nacional de 2010, a sua população é de 51 923 habitantes e sua densidade populacional é de 889,4 hab/km². É a localidade mais populosa e a mais densamente povada do condado de Escambia, ainda assim, é a que, em 10 anos, teve a maior redução populacional do condado. Possui 26 848 residências, que resulta em uma densidade de 459,9 residências/km².

## Geminações
- Chimbote, Ancash, Peru
- Miraflores, Lima, Peru
- Escazú, San José, Costa Rica
- Horlivka, Oblast de Donetsk, Ucrânia [5]
- Kaohsiung, Taiwan[5]
- Gero, Gifu, Japão[6]
- Macharaviaya, Andaluzia, Espanha[7]